# Cichlasoma orientale
Cichlasoma orientale es una especie de peces de la familia Cichlidae en el orden de los Perciformes.

## Morfología
Los machos pueden llegar alcanzar los 13,6 cm de longitud total.

## Distribución geográfica
Se encuentra en los ríos costeros de Ceará, Pernambuco, Rio Grande do Norte y Paraíba (Brasil ).